# Plantas bulbosas

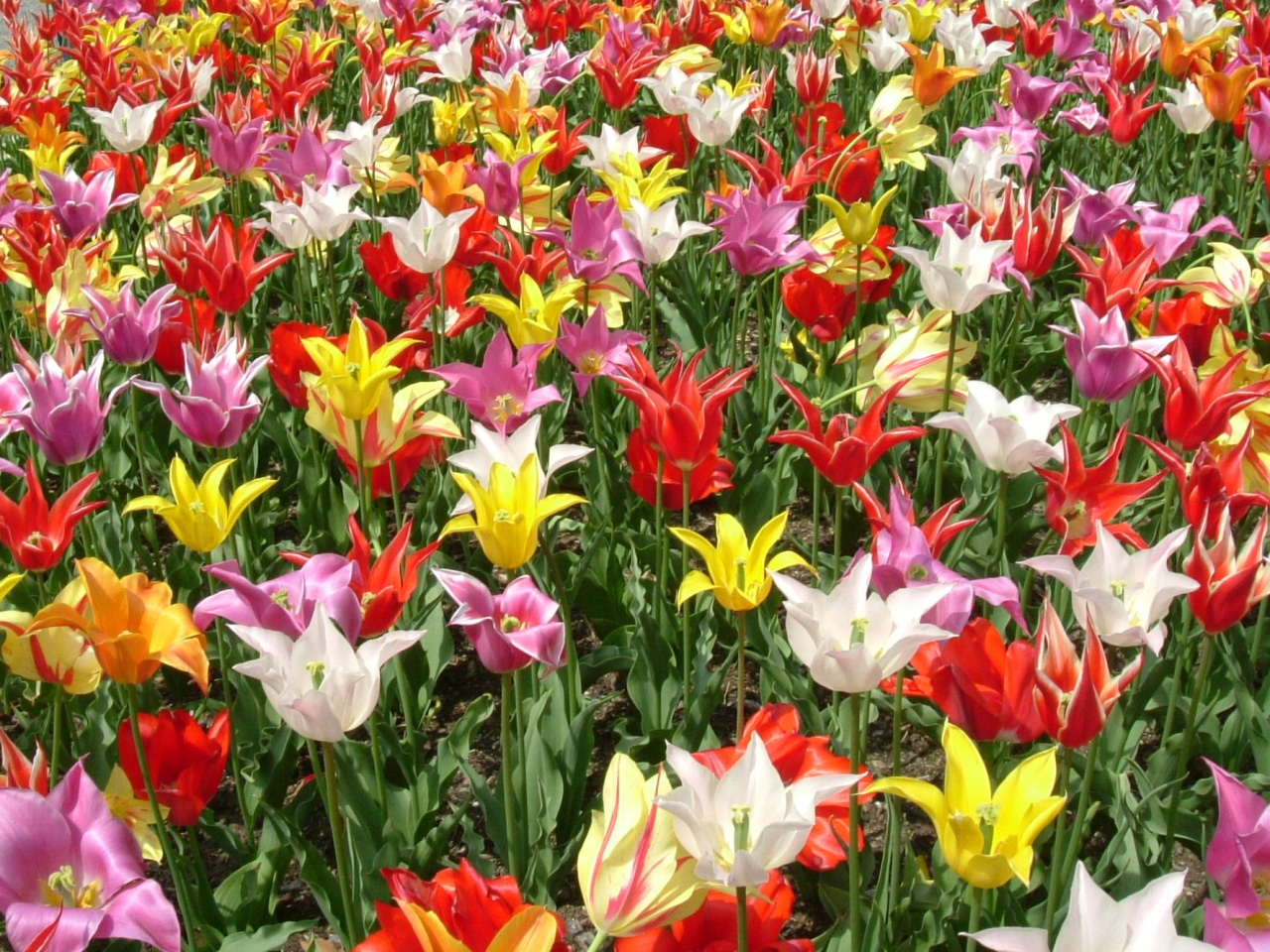
Tulipanes (Tulipa), una de las muchas especies de plantas bulbosas.

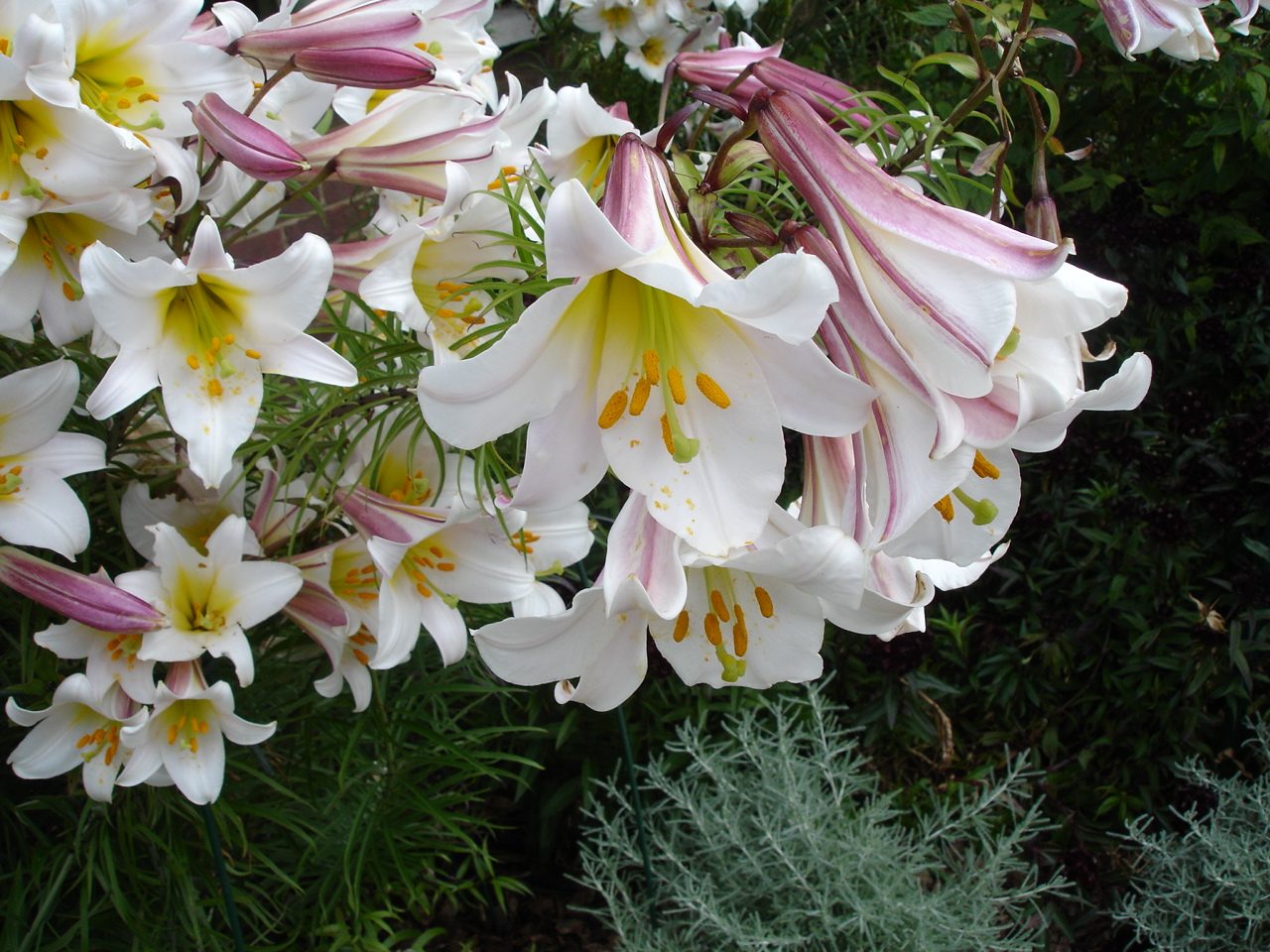
Lilium regale

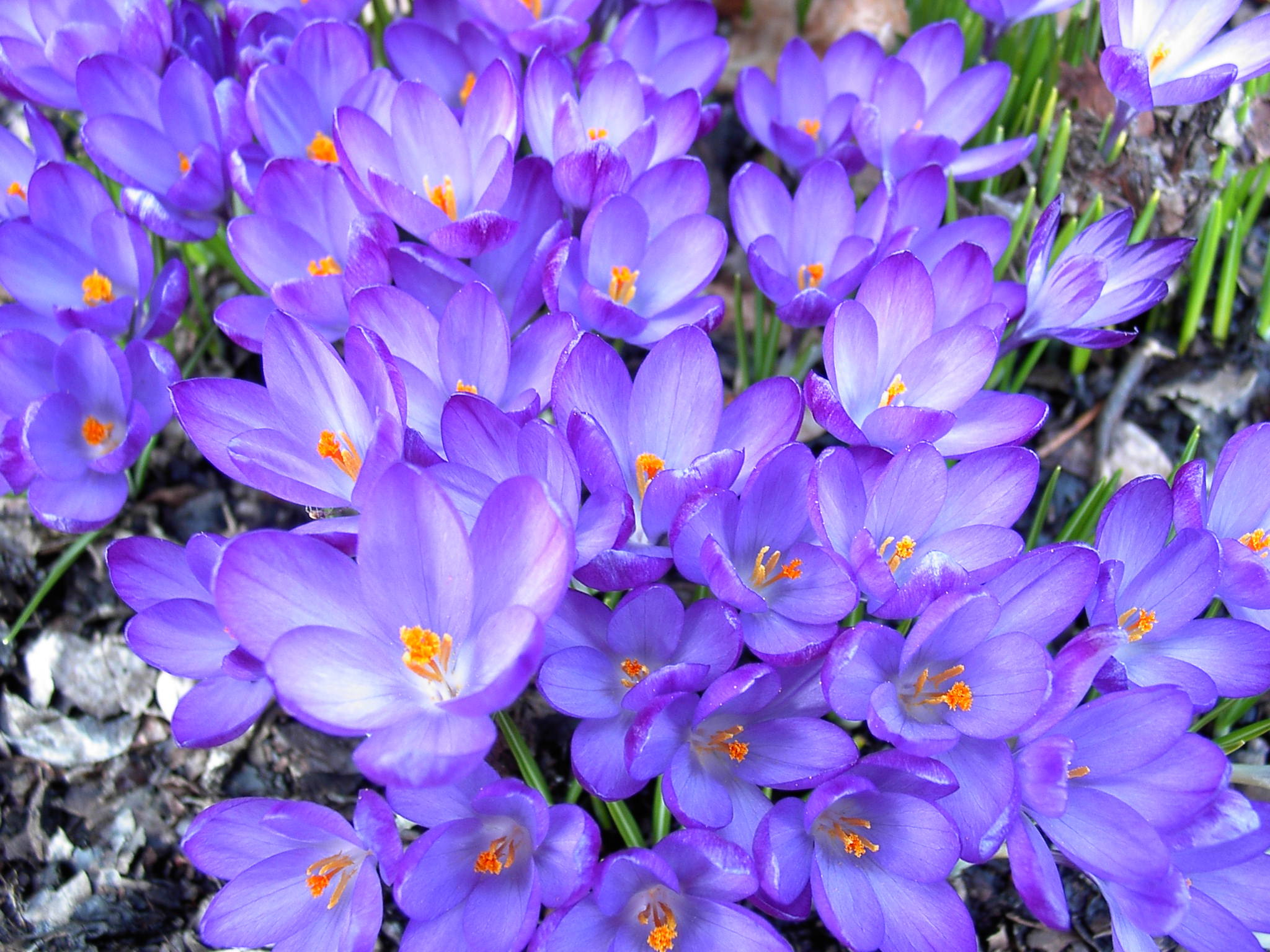
Grupo de crocos (Crocus) en floración.

Las plantas bulbosas son plantas herbáceas y perennes que presentan órganos subterráneos de reserva de nutrientes, tales como bulbos, cormos, rizomas, tubérculos y raíces tuberosas. Estas especies suelen perder su parte aérea durante las épocas desfavorables de crecimiento (el invierno o el verano, dependiendo de la especie) y permanecen en reposo gracias a las reservas almacenadas en sus bulbos. Cuando las condiciones estacionales vuelven a ser favorables, dichas reservas sustentan el nuevo ciclo de crecimiento. Además, los bulbos también permiten la multiplicación vegetativa o asexual en estas especies. El concepto de "plantas bulbosas" hace referencia, básicamente, a aquellas especies que se utilizan como ornamentales en parques y jardines o bien, como flores de corte y fuera de este ámbito no se usa para referirse a plantas cuyas estructuras de propagación vegetativa no sean bulbos.

## Adaptaciones al medio
Las plantas han resuelto de maneras muy diversas el problema de la supervivencia durante épocas adversas, como son los inviernos muy fríos y los veranos excesivamente cálidos y secos. Así, las especies anuales completan su ciclo durante las estaciones favorables y transcurren como semillas las épocas desfavorables para el crecimiento. Las plantas bulbosas, en cambio, han desarrollado órganos subterráneos de reserva que les permiten sobrevivir durante las estaciones desfavorables en estado de reposo y reiniciar el crecimiento cuando las condiciones ambientales vuelven a ser favorables.

Las adaptaciones y las estrategias de las plantas bulbosas pueden satisfacer exigencias ecológicas muy diversas. Numerosos tulipanes (Tulipa) de origen asiático, por ejemplo, están adaptados a un clima continental extremo, con veranos secos y tórridos, inviernos helados y primaveras con breves aguaceros, período en el cual desarrollan su ciclo completo. Existen, por otra parte, muchas especies de sotobosque, como algunos crocos (Crocus), la escila (Scilla) y el diente de perro (Erythronium) que, gracias a sus reservas alimenticias, crecen muy rápido y cumplen su ciclo a principios de la primavera, antes de que las hojas de los árboles de hallan desarrollado y les quiten la luz del sol. 

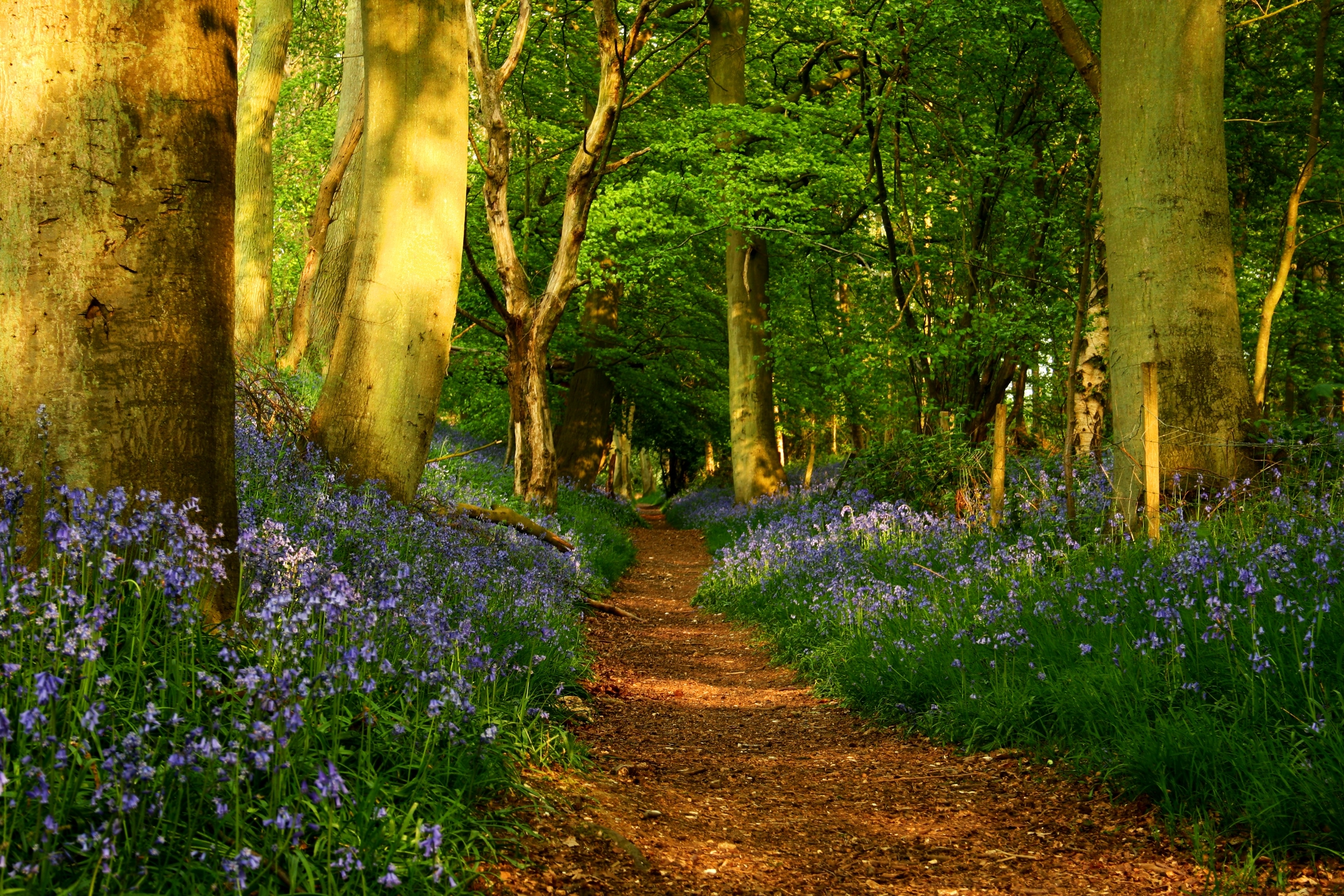
Scilla non-scripta creciendo en un sotobosque.

Muchas plantas bulbosas habitan comunidades adaptadas a incendios recurrentes durante la estación seca (ejemplo, varias especies de Iridaceae). En esos períodos, las plantas bulbosas se hallan en reposo y de ese modo sobreviven al calor del fuego. Los incendios limpian de vegetación la superficie, eliminando la competencia y, además, aportan nutrientes al suelo a través de las cenizas. Cuando las primeras lluvias caen, los bulbos, cormos y rizomas comienzan a brotar rápidamente, iniciando un nuevo período de crecimiento y desarrollo sostenido por las reservas acumuladas en sus tejidos durante la estación previa. Varias especies del género Cyrtanthus, por ejemplo, son reconocidas por su rápida capacidad de florecer después de incendios naturales de pastizales, de ahí que varias de estas especies sean conocidas como "Lirios de fuego". De hecho, ciertas especies tales como Cyrtanthus contractus, Cyrtanthus ventricosus y Cyrtanthus odorus, solo florecen luego de que se producen los incendios naturales.

## Distribución en la naturaleza
El mayor número de especies de plantas bulbosas se encuentran en regiones del mundo con un clima mediterráneo, esto es, donde los inviernos son fríos y húmedos y los veranos son secos y cálidos, con una primavera corta. Las reservas acumuladas en estas plantas les permiten crecer rápidamente en la primavera, antes de que las hierbas anuales tengan tiempo de hacerlo. Cinco áreas en el mundo tienen este tipo de clima: la región del Mediterráneo, extendiéndose hacia el este hasta Asia Central; California; la región central de Chile, el extremo sur de Sudáfrica y el oeste y sur de Australia.
En los climas tropicales, donde existe alternancia de estaciones secas y húmedas, las plantas bulbosas son también muy comunes. Finalmente, algunas especies bulbosas también proceden de regiones con lluvias estivales e inviernos secos. Una región con este tipo de clima y que es particularmente rica en especies bulbosas es la de las montañas Drakensberg en el noreste de la provincia de El Cabo en Sudáfrica.

## Historia de su utilización
El uso de las plantas bulbosas es probablemente tan viejo como la civilización humana. Desde los orígenes de la historia, las raíces o tallos carnosos y subterráneos de muchas especies fueron utilizados como alimento. Así, la papa (Solanum tuberosum), la oca (Oxalis tuberosa) y la batata (Ipomoea batatas) fueron cultivados en Sudamérica por cientos de años como fuente de alimento. Los egipcios cultivaban cebollas (Allium) y los griegos producían y exportaban grandes cantidades de azafrán (Crocus sativus) a otros pueblos.
Con el transcurso del tiempo, la gente también comenzó a percibir a muchas especies bulbosas como objetos de simbolismo religioso y no meramente como fuente de alimento. Los lirios (Lilium), por ejemplo, han sido utilizados como símbolo de pureza durante cientos de años. 

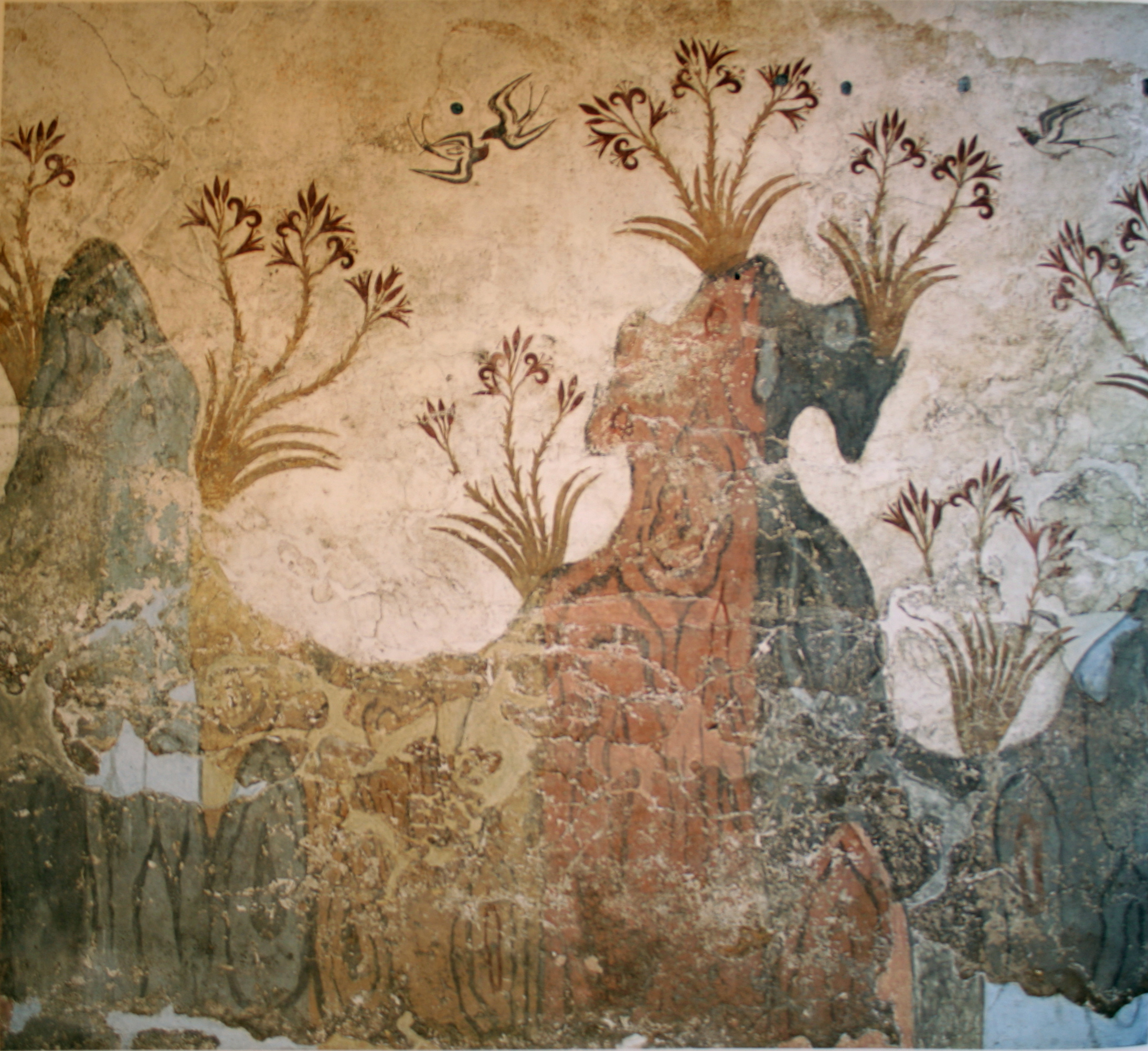
Lirios en un paisaje primaveral, fresco datado a finales de la Edad del Bronce. Excavaciones de Acrotiri (Santorini), Grecia.

Existen pinturas en palacios de Grecia de más de 3000 años de antigüedad que atestiguan ese uso. Esta asociación entre la pureza y ciertos lirios pasó más tarde a la cristiandad, donde a la Virgen María se la representaba con flores de lirio Lilium candidum (lirio blanco) en sus brazos. El símbolo de la flor de lis estuvo originalmente basado en la flor de una especie de Iris (Iris pseudacorus) y aparecía en pinturas religiosas egipcias e indias mucho antes de que fuera adoptado como emblema de los reyes de Francia desde el siglo V.
Las plantas bulbosas entonces, han servido como alimento, símbolos religiosos y del poder real desde hace miles de años. Asimismo, han sido admiradas y utilizadas por la belleza de sus flores desde tiempos inmemoriales y por muchas civilizaciones. La lista de países que han utilizado a las plantas bulbosas como ornamento antes de la era cristiana es bastante larga, e incluye a Grecia, Egipto, China, Corea e India. Aún más larga es la lista de géneros que eran cultivados en tales países como plantas ornamentales: Lycoris, Lilium, Crocus, Cyclamen, Narcissus, Scilla, Gladiolus, Muscari, Ranunculus, Allium, Iris y Hyacinthus.

## Utilización en jardinería
Las plantas bulbosas son las más versátiles de todas las especies para el jardín. Florecen en sitios muy diferentes y embellecen todas las estaciones del año. Además de la belleza de sus flores, muchas especies de plantas bulbosas poseen un atractivo follaje, lo que las hace todavía más valiosas en el diseño de parques y jardines. La mayoría de ellas, por otro lado, son relativamente rústicas y no exigen grandes cuidados, se multiplican año tras año formando colonias que, a lo sumo, hay que ralear o aclarar para asegurar buenas floraciones. Existen en todos los colores imaginables y muchas poseen exquisitas fragancias. Con respecto al tamaño, se pueden encontrar especies de pocos centímetros de altura como Crocus minimus hasta ejemplares de 3,6 m como Cardiocrinum giganteum.

### Macizos y borduras
Los macizos y las borduras son los lugares del jardín donde tradicionalmente se plantan las especies bulbosas. La elección de las especies a plantar dependerá de varios factores, tales como el tipo de suelo, la posición (sitio soleado o con sombra), el color o efecto que se desea lograr en el jardín y la época del año en la cual se desea que las plantas florezcan. 

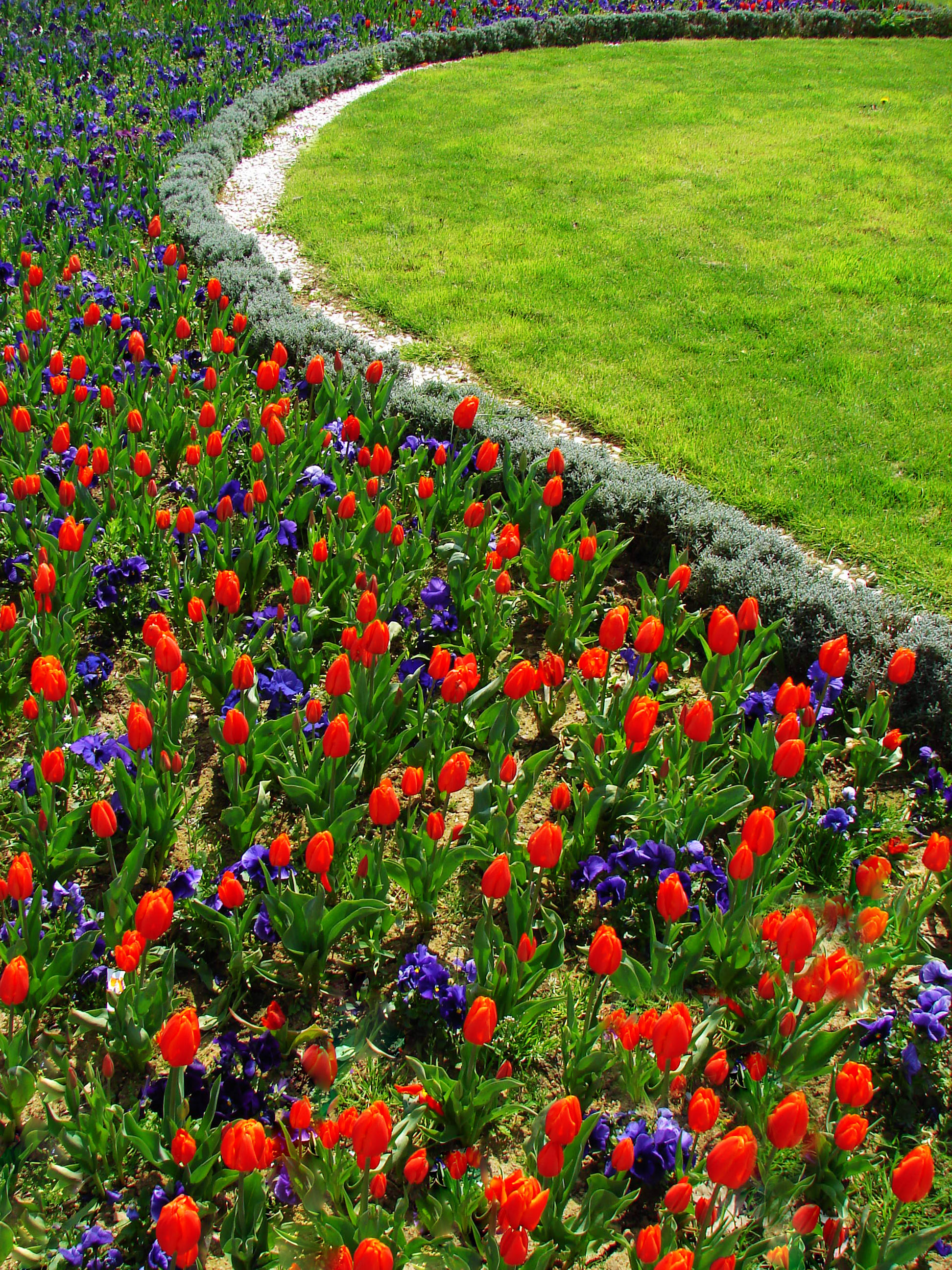
Bordura de tulipanes(Tulipa) e iris(Iris (planta)).

A continuación se brindan ejemplos de la época de floración de algunas especies bulbosas:
- Planta bulbosas de floración primaveral. La primavera es la estación del año típica de las plantas bulbosas. Algunos ejemplos son: Allium, Arum, Asphodelus, Camassia, Convallaria, Crocus, Cyclamen, Eranthis, Freesia, Fritillaria, Galanthus, Hyacinthus, Hippeastrum, Iris, Ixia, Leucojum, Muscari, Narcissus, Ornithogalum, Ranunculus, Scilla, Trillium y Tulipa y Zephyranthes.

- Plantas bulbosas de floración estival: Achimenes, Agapanthus, Allium, Alstroemeria, Amaryllis, Anemone, Begonia, Calochortus, Canna, Crinum, Crocosmia, Dahlia, Dierama, Eucomis, Galtonia, Gladiolus, Gloriosa, Haemanthus, Hymenocallis, Lillium, Oxalis, Pancratium, Paradisea, Polianthes, Sprekelia, Tritonia, Watsonia, Zantesdechia.

- Plantas bulbosas de floración otoñal: Crocus, Colchicum, Cyclamen, Nerine, Sternbergia.

- Plantas bulbosas de floración invernal: algunas especies de los géneros Galanthus, Crocus, Cyclamen y Eranthis.

### Naturalización
En los parques extensos es posible plantar algunas especies para que se multipliquen espontáneamente y crezcan entre el césped o debajo de los árboles. Esta práctica, la naturalización de una especie, exige que se cumplan los requisitos ecológicos de la especie en cuestión y está muy extendida en los países anglosajones. La ventaja más evidente de esta práctica de cultivo es que los cuidados necesarios son mínimos una vez lograda la naturalización. Las plantas adecuadas para naturalizar son aquellas suficientemente pequeñas, pero capaces de competir con el césped circundante; rústicas, como para soportar año tras año las inclemencias del clima y prolíficas como para difundirse rápidamente. 

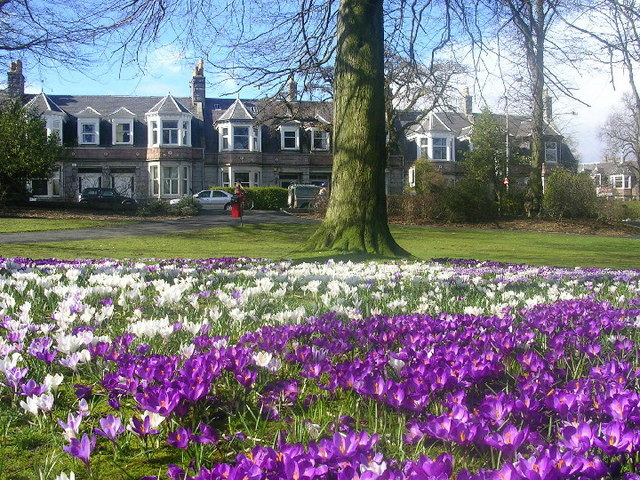
Crocos naturalizados en los jardines de Victoria Park, Londres.

Algunos de los géneros de plantas bulbosas adecuados para naturalizar en jardines son: Allium, Anemone, Arum, Colchicum, Crocus, Cyclamen,  Endymion, Fritillaria, Galanthus, Ipheion, Leucojum, Lilium, Muscari, Narcissus, Ornithogalum, Scilla, Sternbergia y Tulipa.

### Jardines derocalla
El jardín de rocalla es un espacio bastante reducido donde se pueden crear condiciones muy diferentes y cultivar un gran número de especies. La única limitante es el tamaño de las plantas, que debe ser pequeño. Algunos de los géneros de plantas bulbosas más adecuados para el jardín de rocalla son: Allium, Anemone, Anthericum, Bulbocodium, Chionodoxa, Cyclamen, Eranthis, Erythronium, Galanthus, Ipheion, Muscari, Ornithogalum, Oxalis, Romulea, Rhodohypoxis y Scilla.

## Adquisición
Las plantas bulbosas pueden ser perennifolias, tales como Clivia, Agapanthus y muchas especies y variedades de Iris y Hemerocallis. No obstante, la mayoría de las plantas bulbosas son caducifolias ya que atraviesan períodos del año en los que pierden toda la parte aérea y los órganos de reserva se hallan en reposo bajo tierra. Esta característica se ha aprovechado en la comercialización de este tipo de plantas, ya que al iniciarse el período de reposo, los bulbos pueden arrancarse del terreno y acondicionarse para su venta, pudiendo permanecer secos, sin substrato alguno, durante semanas o meses.

## Multiplicación
Las plantas bulbosas pueden multiplicarse sexualmente, a través de semillas, o bien vegetativamente. La multiplicación por semillas se utiliza, en general, para incrementar rápidamente el número de ejemplares de una especie dada y cuando se realiza mejoramiento genético. Muchas de las especies de plantas bulbosas son autoincompatibles, por lo que se deben realizar polinizaciones entre clones o plantas diferentes para obtener semillas. La mayoría de las semillas de las plantas bulbosas germinan bien cuando se siembran tan pronto como maduran. Algunas especies necesitan un período de frío para germinar.
El mayor problema de la multiplicación por semillas es que las plantas obtenidas por este medio serán muy variables para una gran cantidad de caracteres, tales como el color de las flores, la altura y el período a floración, por lo que normalmente se utiliza la multiplicación asexual o vegetativa para propagar este tipo de plantas. De ese modo, las características de un determinado cultivar permanecen inalterables.
Las plantas bulbosas pueden multiplicarse vegetativamente de varios modos y existen, de acuerdo al tipo de órgano de reserva, algunos métodos más o menos generales los cuales se describen a continuación.

### Bulbos
- Hijuelos o bulbillos:

La mayor parte del bulbo está formado por escamas, las cuales morfológicamente son las bases envolventes de las hojas. Las escamas exteriores del bulbo, por lo general, son carnosas y contienen nutrientes de reserva. En el centro del bulbo se encuentra ya sea un meristema vegetativo o un tallo floral sin expandir. En las axilas de las escamas se desarrollan meristemas que producen bulbos en miniatura, llamados bulbillos o hijuelos. En algunas especies de lirios (Lilium) estos bulbillos se forman no solo en las axilas de las escamas sino también en las axilas de las hojas normales, ya sea en la porción aérea o en la parte subterránea del tallo.

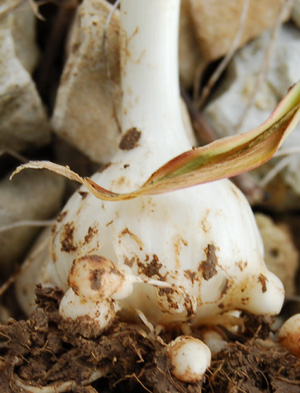
Bulbillos al lado del bulbo original en Allium

Los hijuelos se utilizan para propagar muchas clases de bulbos. Este método es lo suficientemente rápido como para realizar la producción comercial de tulipanes, narcisos, iris bulbosos y muscari, pero, en general, es demasiado lento para otras especies.
- Estacas de tallo

Es un método adecuado para la propagación de lirios (Lilium). Consiste, simplemente, en cortar el tallo de las plantas en trozos que llevan dos o tres hojas, los cuales se plantan en tierra. Tales estacas, en lugar de formar raíces y brotes, como ocurre en otras plantas, forman bulbillos en las axilas de las hojas, los cuales más tarde producen raíces y brotes pequeños estando todavía adheridos a la estaca. Las estacas de tallo se hacen al poco tiempo de finalizada la floración.
- Estacas foliares:

Se toman hojas completas en una época en que estén perfectamente desarrolladas y se dividen en dos o tres partes. Cada sección se coloca en un medio de enraizamiento, colocando el extremo basal varios centímetros por debajo de la superficie. En dos a cuatro semanas se forman bulbillos en la base de cada trozo de hoja. Este método se aplica con éxito en Haemanthus, Hyacinthus, Muscari y Lachenalia.
- Estacas de bulbo:

Consiste en cortar un bulbo maduro en secciones verticales, cada una de las cuales debe llevar una porción del plato basal. Cada sección se subdivide luego mediante otro corte vertical realizado cada 3 o 4 escamas. Cada estaca de bulbo, entonces, está formada por una sección del plato basal y porciones de 3 o 4 escamas.
Estas estacas se plantas verticalmente en un medio de enraizamiento, como turba y arena, enterrándolas en toda su longitud. En unas cuantas semanas se forman bulbillos nuevos entre las escamas, los cuales luego emiten raíces. Varias especies pueden multiplicarse por este método, entre ellas Chasmanthe, Haemanthus, Hippeastrum, Hymenocallis, Lycoris, Narcissus, Nerine, Pancratium, Scilla y Sprekelia.

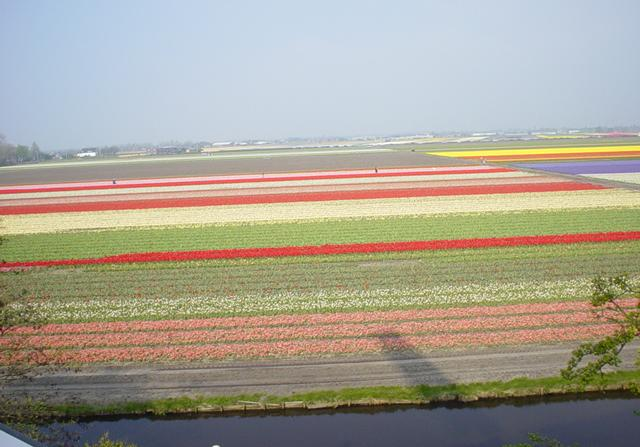
Campos de producción de plantas bulbosas en plena floración, Holanda.

### Cormos
- Cormillos:

La propagación de plantas con cormos se hace principalmente por medio del incremento natural de nuevos cormillos que crecen al lado del cormo original. Se requiere un crecimiento de uno a dos años para que estos cormillos alcancen un tamaño adecuado para florecer. Especies tales como Gladiolo, Freesia y Sparaxis se multiplican de este modo.
- División del cormo:

Los cormos grandes pueden dividirse en secciones de forma tal que cada una de ellas retenga por lo menos una yema. Los trozos así obtenidos se deben espolvorear con un fungicida para evitar que se pudran por acción de patógenos y se plantan. De cada sección surgirá un brote que inmediatamente emitirá raíces y dará una nueva planta.

### Tubérculos
- División:

los tubérculos pueden propagarse cortándolos en secciones y plantando cada una de ellas, con la única condición que cada sección conserve una yema. Este es el medio comúnmente utilizado para la multiplicación comercial de la papa.

### Raíces tuberosas
- División:

el método usual de propagación de las raíces tuberosas es dividir la corona de tal modo que cada sección lleve como mínimo una yema del tallo. Esta división se debe realizar poco antes de la plantación.
- Estacas foliares:

La propagación vegetativa en plantas con raíces tuberosas, como la dalia o las begonias tuberosas, es más efectiva utilizando estacas foliosas. Las estacas forman raíces en sus bases y muy pronto regeneran una nueva planta.

### Rizomas
- División

Se efectúa al inicio del período de crecimiento (ejemplo, al inicio de la primavera). Se realiza cortando el rizoma en secciones, asegurando que cada una de ellas tiene por lo menos una yema lateral. Varias especies, tales como los Iris rizomatosos y el lirio del valle (Convallaria) se propagan de esta forma.

## Producción y mercado mundial

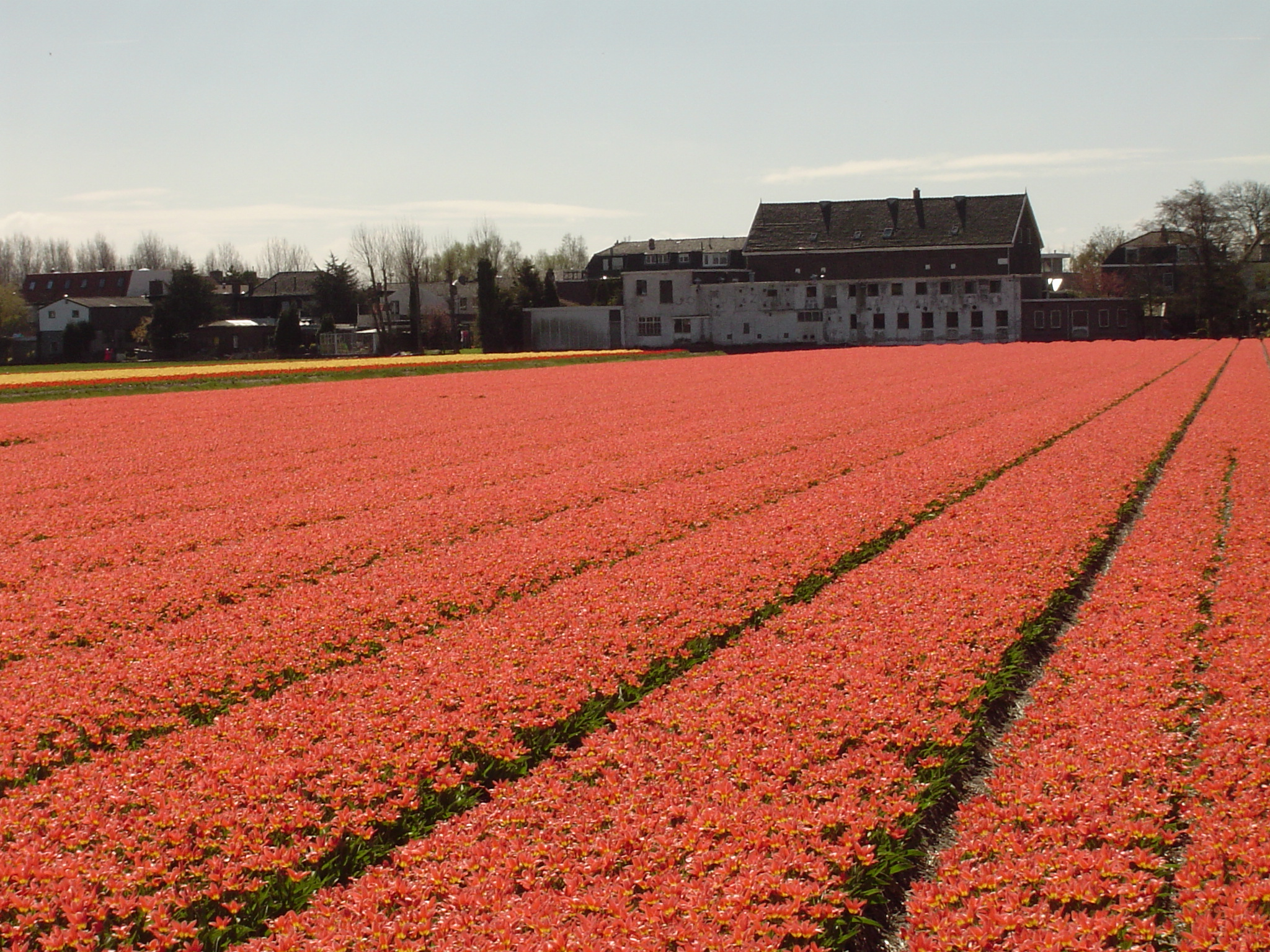
Campo de producción de tulipanes en Holanda.

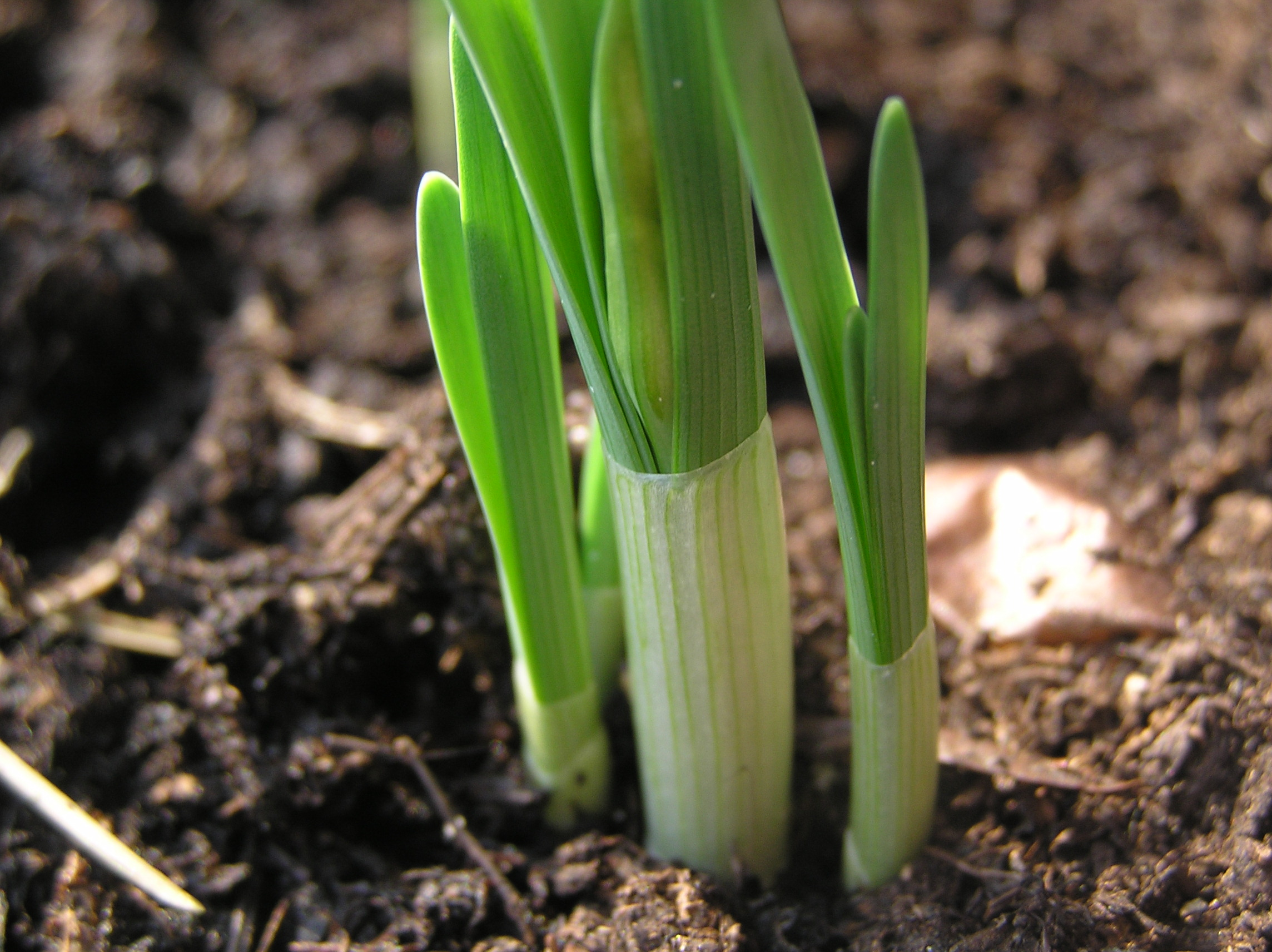
Brotes jóvenes de narciso.

Las plantas bulbosas se producen a escala industrial con dos objetivos principales, la producción de flor cortada y la de bulbos secos. Estos últimos se destinan, a su vez, a satisfacer la demanda de bulbos para parques, jardines y uso hogareño y, por otro lado, para proveer los bulbos necesarios para la producción de flor cortada. El comercio internacional de flor cortada tiene un valor global aproximado de 11 000 millones de Euros, lo cual da una idea de la importancia económica de esta actividad.
Desde comienzos del siglo XVI Holanda es el país líder en la producción y comercialización de plantas bulbosas, tanto para el mercado de bulbos secos como para el de flor de corte. De hecho, con aproximadamente 30 000 hectáreas dedicadas a esta actividad la producción de bulbos en Holanda representa el 65 % de la producción mundial y, además, este país tiene una participación del 95 % en el mercado internacional de bulbos dedicados a la producción de flor cortada. Estados Unidos es el segundo productor internacional, seguido por Francia, Japón, Italia, Reino Unido, Israel, Brasil y España.

### Sociedades internacionales dedicadas a las plantas bulbosas
- International Bulb Society: Establecida en 1933, esta sociedad es una organización internacional, educativa y científica, sin fines de lucro, dedicada a la diseminación de la información acerca del cultivo, la conservación y la botánica de todas las plantas bulbosas. En su sitio web posee una galería de fotos de gran cantidad de plantas bulbosas.

- The Pacific Bulb Society: Establecida en 2002, esta sociedad tiene como objetivo diseminar información y compartir experiencias acerca del cultivo de plantas bulbosas ornamentales. En su sitio web mantiene un recurso educativo, "Pacific Bulb Society Wiki" con imágenes e información de numerosas especies de plantas bulbosas.

- Australian Bulb Association: Establecida en 2001, posee una colección de fotografías de plantas bulbosas en su sitio web.

- Datos: Q1971749